# Circulação pulmonar

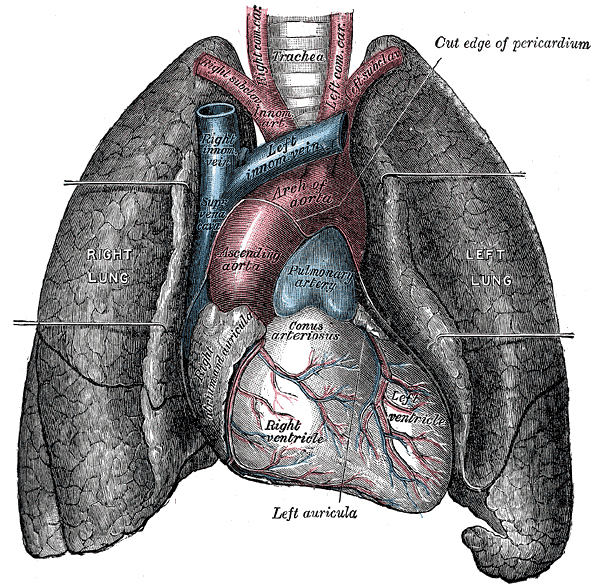

Circulação Pulmonar ou Pequena circulação é a designação dada à parte da circulação sanguínea na qual o sangue é bombeado para os pulmões e retorna rico em oxigênio de volta ao coração. Em síntese, é uma circulação coração-pulmão-coração.
Inicia-se no ventrículo direito e termina no átrio esquerdo do coração.
O sangue, pobre em oxigênio (venoso), entra no ventrículo direito e é bombeado para as artérias pulmonares dirigindo-se para os pulmões. Nestes, percorre as arteríolas pulmonares e capilares pulmonares, onde ocorre o processo de trocas gasosas que eliminam o gás carbônico do sangue e o tornam rico em oxigênio.
O sangue, rico em oxigênio (arterial), passa pelas vênulas pulmonares, para as veias pulmonares e retorna para o coração entrando no átrio esquerdo.
Resumidamente, a circulação pulmonar é composta por: átrio direito - ventrículo direito - artéria pulmonar - pulmão - veias pulmonares - átrio esquerdo - ventrículo esquerdo. A partir daí o sangue passa para a artéria aorta dando início à grande circulação.
Na pequena circulação, o sangue venoso (que nesta situação está pobre em oxigênio) sai do coração e segue para os pulmões pelas artérias pulmonares. Uma vez oxigenado, pelo processo de hematose (trocas gasosas) o sangue retorna ao coração através das veias pulmonares (com sangue rico em oxigênio).